# Красный Яр (Нововаршавский район)
Красный Яр — деревня в Нововаршавском районе Омской области России. Входит в состав Нововаршавского городского поселения. Население — 250 чел. (2021) .

## История
В соответствии с Законом Омской области от 30 июля 2004 года № 548-ОЗ «О границах и статусе муниципальных образований Омской области» деревня вошла в состав образованного муниципального образования «Нововаршавское городское поселение».

## География
Красный Яр находится в юго-восточной части региона, в пределах Ишимской равнины, являющейся частью Западно-Сибирской равнины. Примыкает к улице Красный Путь районного центра пгт. Нововаршавка.
Климат
Климат резко континентальный, со значительными перепадами температур зимой и летом (согласно классификации климатов Кёппена — влажный континентальный с прохладным летом (Dfb)). Многолетняя норма осадков — 344 мм. Наибольшее количество осадков выпадает в июле — 59 мм, наименьшее в марте — 12 мм. Среднегодовая температура положительная и составляет +1,3 °С.

## Население
| 2010 | 2011 | 2012 | 2013 | 2014 | 2015 |
| ---- | ---- | ---- | ---- | ---- | ---- |
| 407  | →407 | ↘402 | ↘389 | ↘380 | ↗385 |
| 2016 | 2017 | 2018 | 2019 | 2020 | 2021 |
| ↘372 | →372 | ↘357 | ↗358 | ↘341 | ↘250 |

Гендерный состав
По данным Всероссийской переписи населения 2010 года в гендерной структуре населения из 407 человек мужчин — 202, женщин — 205 (49,6 и 50,4 % соответственно).
Национальный состав
Согласно результатам переписи 2002 года, в национальной структуре населения русские составляли 87 % от общей численности населения в 418 чел..

## Инфраструктура
Основные социальные объекты находятся в райцентре — пгт. Нововаршавка.

## Транспорт
Автодорога «Красный Яр — Победа» (идентификационный номер 52 ОП МЗ Н-289) длиной 17,50 км, проходит дорога «Нововаршавка — Дробышево — Черлакское» (идентификационный номер 52 ОП МЗ Н-291).